# Radovašnica
Radovašnica (cyr. Радовашница) – wieś w Serbii, w okręgu maczwańskim, w mieście Šabac. W 2011 roku liczyła 190 mieszkańców.